# Marco Schafferer
Marco Johann Schafferer (bosnisch Marko Šaferer; * 4. Mai 1984 in Innsbruck) ist ein ehemaliger österreichisch-bosnischer Skirennläufer.

## Werdegang
Schafferer wurde in Innsbruck geboren und wuchs in Gschnitz auf. Bis zu seinem 16. Lebensjahr startete für den ÖSV, wechselte jedoch schließlich zum bosnischen Verband.
Sein internationales Renndebüt gab er am 29. November 1999 bei einem FIS-Riesenslalom in Jerzens bereits unter bosnischer Flagge.
Bei den Juniorenweltmeisterschaften 2000 in Québec startete er bei seinem ersten internationalen Großereignis, wobei Rang 61 (Rang 4 in seinem Jahrgang) im Riesenslalom seine beste Platzierung war.
In den darauffolgenden Jahren startete Schafferer abgesehen von Juniorenweltmeisterschaften hauptsächlich bei FIS-Rennen sowie diversen nationalen Meisterschaften.
2005 nahm er zum ersten Mal an einer Weltmeisterschaft teil. Bei den Wettkämpfen in Bormio schied er jedoch sowohl im Riesenslalom als auch im Slalom aus.
Erfolgreicher verlief seine Teilnahme an den Olympischen Winterspielen 2006. In Turin erreichte er die Plätze 30 und 37 im Slalom bzw. Riesenslalom.
2007 stürzte Schafferer bei einem Rennen in den USA und zog sich dabei sich dabei schwere Verletzungen im Knie und Hüfte zu, woraufhin er nicht mehr an sein altes Leistungsniveau anknüpfen konnte. Sein letztes internationales Rennen bestritt Schafferer im Januar 2009 bei einem Universitätsrennen in Eldora, Colorado.
Nach seiner sportlichen Karriere studierte Schafferer BWL und Entrepreneurship in den USA. Nach seinem Masterabschluss an der DePaul University arbeitete er zuerst bei Goldman Sachs, zuletzt war er bei einem Finanzdienstleister in Chicago angestellt.

## Erfolge

### Olympische Winterspiele
- Turin 2006: 30. Slalom, 37. Riesenslalom

### Weltmeisterschaften
- Bormio 2005: DNF Riesenslalom, DNF Slalom

### Juniorenweltmeisterschaften
- Québec 2000: 61. Riesenslalom, 63. Super-G, DNF Slalom
- Verbier 2001: 53. Slalom, 62. Super-G, 86. Riesenslalom
- Tarvisio 2002: 50. Slalom, DNF Super-G
- Maribor 2004: 63. Riesenslalom, DNF Slalom, DNS Super-G

### Universiade
- Innsbruck 2003: 49. Riesenslalom, DNF Slalom

### Weitere Erfolge
- Bosnischer Vizemeister im Riesenslalom (2003, 2004)
- 3 Siege bei FIS-Rennen
- 19 Top 5 bei FIS-Rennen
- 2007 NCAA Division 1 - Skier of the YEAR
- Top 25 Best skiers on Wall Street 2014